# Endlicheria paniculata
Endlicheria paniculata är en lagerväxtart som först beskrevs av Spreng., och fick sitt nu gällande namn av Macbride. Endlicheria paniculata ingår i släktet Endlicheria och familjen lagerväxter. Inga underarter finns listade i Catalogue of Life.